# People Before Profit
People Before Profit (traducibile come Popolo Prima del Profitto, PBP) è un partito politico di sinistra di ideologia trotzkista, fondato nel 2005 e attivo sia nella Repubblica d'Irlanda che in Irlanda del Nord.

## Storia
PBP è il frutto dell'incontro di diversi partiti e movimenti politici: "Partito dei Lavoratori Socialisti", "Comunità e Gruppo d'Azione dei Lavoratori", "Campagna per una Sinistra Indipendente". Nel 2008 il partito si caratterizzo per una forza campagna a favore del "NO" nel referendum sul Trattato di Lisbona.
Attualmente ha 3 seggi al Dáil Éireann e 1 seggio all'Assemblea dell'Irlanda del Nord.

## Risultati elettorali
| Elezione      | Voti   | %    | Seggi   |
| ------------- | ------ | ---- | ------- |
| Generali 2007 | 9 333  | 0,45 | 0 / 166 |
| Generali 2011 | 21 551 | 1,00 | 2 / 166 |
| Europee 2014  | 23 875 | 1,5  | 0 / 11  |
| Generali 2016 | 42 174 | 2,0  | 3 / 158 |
| Europee 2019  | 38 771 | 2,3  | 0 / 11  |
| Generali 2020 | 40 220 | 1,8  | 3 / 160 |

| Elezione | Voti   | %    | Seggi   |
| -------- | ------ | ---- | ------- |
| 2007     | 774    | 0,1  | 0 / 108 |
| 2011     | 5 438  | 0,82 | 0 / 108 |
| 2016     | 13 761 | 2,0  | 2 / 108 |
| 2017     | 14 100 | 1,8  | 1 / 90  |
| 2022     | 9 798  | 1,1  | 1 / 90  |